# سرهی دیریااوکا
سرهی دیریااوکا (اوکراینی: Сергій Георгійович Дірявка؛ زادهٔ ۱۸ آوریل ۱۹۷۱) بازیکن فوتبال اهل اتحاد جماهیر شوروی سوسیالیستی است.
از باشگاه‌هایی که در آن بازی کرده‌است می‌توان به باشگاه فوتبال کریفباس کریفیی ریه، باشگاه فوتبال دنیپرو، باشگاه فوتبال آرسنال کی‌یف، و باشگاه فوتبال ماریوپول اشاره کرد.
وی همچنین در تیم ملی فوتبال اوکراین بازی کرده‌است.